# Привілля (Краматорська міська громада)
Приві́лля — село Краматорської міської громади Краматорського району Донецької області України. Населення становить 288 осіб. Відстань до райцентру становить близько 15 км і проходить автошляхом місцевого значення.

## Населення

### Мова
Розподіл населення за рідною мовою за даними перепису 2001 року:
| Мова       | Кількість | Відсоток |
| ---------- | --------- | -------- |
| українська | 222       | 77.08%   |
| російська  | 55        | 19.10%   |
| вірменська | 8         | 2.78%    |
| білоруська | 3         | 1.04%    |
| Усього     | 288       | 100%     |

За даними перепису 2001 року населення села становило 288 осіб, із них 77,08 % зазначили рідною мову українську, 19,10 % — російську, 2,78 % — вірменську, 1,04 % — білоруську.

## Символіка

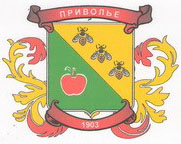
Офіційний герб Привілля

Красноторська селищна рада затвердила символіку села Привілля 30 червня 1999 року, автором став художник-дизайнер Олександр Дехтярьов:
"Герб Привілля є щитом французької форми, по діагоналі розбитий на дві частини. Верхня жовта частина символізує поле, а три бджоли – бджільництво, яким мешканці села займаються багато років. Нижня зелена частина символізує вічність життя, а яблука – друге головне заняття мешканців села, садівництво. Під щитом на стрічці зображена дата заснування селища 1903, а над щитом стрічка з назвою."ї

## Відомі уродженці
Бич-Лубенський Костянтин Михайлович— громадський діяч та письменник Слобожанщини.